# Isten útjai kifürkészhetetlenek
Az Isten útjai kifürkészhetetlenek (eredeti cím: Los renglones torcidos de Dios) 2022-ben bemutatott spanyol pszichológiai filmthriller, amelyet Oriol Paulo rendezett, Torcuato Luca de Tena Los renglones torcidos de Dios című regénye alapján. A főbb szerepekben Bárbara Lennie, Eduard Fernández, Loreto Mauleón, Javier Beltrán és Pablo Derqui látható.
Spanyolországban 2022. október 6-án a mozikban, Magyarországon 2022. december 9-én jelent meg a Netflixen.
A 37. Goya-díjátadón hat jelölést kapott, köztük a legjobb női főszereplő (Lennie) és a legjobb adaptált forgatókönyv kategóriában.

## Cselekmény
1979-ben Alice Gould de Almenara belép egy pszichiátriai intézetbe. Egy férfi kíséri a kapuig, ahol Dr. Ruipérez kihallgatja, és felolvassa Dr. Donadío levelét. Alice ragaszkodik hozzá, hogy a férje, Heliodoro „törvényesen elrabolta” őt, hogy megszerezze a vagyonát. Dr. Castell bemutatja neki az intézményt, és Alice nyomozni kezd Dr. Raimundo García del Olmo fiának, Damiánnak a halála ügyében. Alice megismerkedik Ignacio Urquietával és az ikrekkel (Rómulo és Remo), valamint a Gnómmal, egy szexuális zaklatóval, akit az Elefántember védelmez, és aki ellenséges Rómulóval szemben. Alice részt vesz Dr. Arellano által vezetett foglalkozásokon is.
A fő történetszál mellett fut egy másodlagos idősík is, amely egy esős éjszakán játszódik: tűz és lázadás tör ki, és egy holttestet találnak az egyik cellában. Ebben az idősíkban a rendőrség Urquietát gyanúsítja, majd egy igazságügyi orvos is bekapcsolódik az ügybe, később azonban Urquietát felmentik a gyanú alól.
A fő idősíkban Alicia arról faggatja Urquietát, hogy szenved-e szkizofréniában, Alice szerint ugyanis Damián gyilkosának ez a betegsége van. Közben elered az eső, és kiderül, hogy Urquieta irracionális félelmet érez a víztől. Később elárulja, hogy Damiánnak konfliktusa volt a Gnómmal.
Aliciát az erdőben fejbe üti a Gnóm, majd egy ágyhoz kötözve ébred, ahol Arellano közli vele, hogy ő a feltételezett gyilkosa a Gnómnak, bár a nő nehezen emlékszik arra, mi történt az ütés után. Alice személyesen találkozik Samuel Alvar igazgatóval, és azt állítja, hogy már korábban levelezett vele García del Olmo útmutatása alapján, hogy megtudja, miként juthat be az intézetbe. Alvar ezt tagadja. Alicia rátámad Alvarra és megpróbál megszökni, de végül leszedálják.
Alicia elmondja Castellnek a gyanúját Damián meggyilkolásával kapcsolatban, és kéri az orvosi tanács összehívását. Alvar ekkor azt állítja, hogy Alice-t Donadío ajánlására, Heliodoro kérésére helyezték be az intézetbe. Alice erre előadja, hogy valójában becsapta Ruipérezt, és eljátszott egy mentális betegséget, hogy bejuthasson az intézménybe. Elmeséli, hogyan találkozott García del Olmóval, és hogyan indította el a nyomozást Damián ügyében. García del Olmo utasította, hogy tettessen paranoiát, így juthat be, és ők intézték el, hogy Donadío igazolja az állapotát, valamint Heliodoro aláírja a bent tartásához szükséges engedélyt. Alvar szerint viszont Alice, megsértődve azon, hogy a férfi, akit feleségül választott, csupán a pénzét akarta, megpróbálta őt megmérgezni. Heliodoro, miután felépült egy rohamából, mérget talált Alicénál, és amikor a nő tudta, hogy lebukott, kitalálta magának a magánnyomozói személyazonosságot.
Miután Alice nem tudja azonosítani azt a férfit, akit Alvar García del Olmoként mutat be, elektrosokk kezelésnek vetik alá, majd a „ketrecbe” viszik. Itt Alice meggyőződésévé válik, hogy Heliodoro csapdába csalta, és felbérelt valakit, hogy García del Olmónak adja ki magát. Elmondja Arellanónak és Castellnek, hogy ha a bankszámláit kiürítik, az magyarázatot adhat Heliodoro, Donadío és Alvar viselkedésére. Castell megerősíti, hogy Alvar Heliodorótól túlfizetést kapott Alice bent tartásáért. Alicia megszökik a cellájából, és tervet dolgoz ki egy tűz gyújtására, miközben Urquieta kiszabadítja a többi beteget. Urquieta az egyik cellában holtan találja az egyik ikret, amiből nyilvánvalóvá válik, hogy a másodlagos idősík eseményei Alice tervének következményei. Alicia találkozik az igazságügyi orvosszakértővel, aki elmondja neki Rómulo halálát. Alicia leüti őt, majd a személyazonosságát felhasználva beépül. Sikerül megfejtenie az iker gyilkosának kilétét (az Elefántember). A rendőrség megerősíti, hogy Alice bankszámláját valóban kiürítették.
Castell összehívja a tanácsot, hogy döntsenek Alice elbocsátásáról. Alice találkozik az életben maradt ikerrel, és elárulja, hogy a halott valójában Remo. Alvar lemond a szavazati jogáról, a másik négy orvos pedig tisztázza Alice-t. Ekkor Alvar beengedi Donadíót a terembe. Alice megdöbbenésére Donadío ugyanaz a férfi, akit korábban García del Olmoként azonosított.

## Szereplők
| Szerep                   | Színész                 | Magyar hang     |
| ------------------------ | ----------------------- | --------------- |
| Alice Gould              | Bárbara Lennie          | Peller Anna     |
| Dr. Samuel Alvar         | Eduard Fernández        | Csankó Zoltán   |
| Dr. Montserrat Castell   | Loreto Mauleón          | Kis-Kovács Luca |
| Dr. César Arellano       | Javier Beltrán          | Posta Victor    |
| Rómulo / Remo            | Samuel Soler            | Hamvas Dániel   |
| Dr. Teodoro Ruipérez     | Federico Aguado         | Papp Dániel     |
| Dr. Bernardos            | Adelfa Calvo            |                 |
| Ruiz de Pablos felügyelő | Antonio Buil Pueyo      | Koncz István    |
| Soto felügyelő           | Dafnis Balduz           | Sörös Miklós    |
| Heliodoro                | David Selvas            | Welker Gábor    |
| Elefántember             | Francisco Javier Pastor |                 |
| Gnóm                     | Luis Sacristán          |                 |
| Dr. Donadío              | Lluís Soler             |                 |
| Niña Oscilante           | Alba Jubany             |                 |
| Lucia hallotkém          | Raquel Ferri            | F. Nagy Eszter  |
| García del Olmo          | Joan Crosas             | Varga T. József |
| Jaula Leones             | Chus Leiva              |                 |

### Magyar változat
- Magyar szöveg: Jeszenszky Márton
- Hangmérnök és vágó: Szabó Miklós
- Gyártásvezető: Masoll Ildikó
- Szinkronrendező: Kemendi Balázs
- Produkciós vezető: Gyarmati Ádám

A szinkront a Direct Dub Studios készítette el. The 

## A film készítése
A filmet a Nostromo Pictures, az Atresmedia Cine és a Filmayer gyártotta. A film forgatókönyvét a rendező, Oriol Paulo, Guillem Clua és Lara Sendim közösen írta. Ez Torcuato Luca de Tena Brunet 1979-ben megjelent, nagy sikerű regényének (Los renglones torcidos de Dios) második filmadaptációja, Tulio Demicheli 1983-as mexikói feldolgozása (Los renglones torcidos de Dios) után. A gyártás akkor kezdődött, amikor az Atresmedia Cine és a Warner Bros., akik birtokolták a regény jogait, 2019 júniusában megkeresték Paulót, éppen mielőtt forgatni kezdte volna a Az ártatlan című filmet. Paulo 14 évesen olvasta először a regényt, miután a nagymamája – aki lelkes rajongója volt a rejtélyregényeknek – ajánlotta neki. Kezdetben vonakodott elfogadni az ajánlatot, mivel úgy érezte, a regény világa túl tág az ő számára. Fél évvel később azonban, miután újra elolvasta a művet, és lenyűgözte a főszereplő, Alice Gould – akit „felsőosztálybeli nőként, annyira nyersnek, intelligensnek és rendkívüli érvelőkészséggel megáldottnak” írt le – végül igent mondott.
Paulo a társforgatókönyvíró Guillem Cluával együtt dolgozott a történet improvizációin és a regény filmre adaptálásán. Úgy alakították a művet, hogy a nézők bele tudják helyezni magukat a regény 1970-es évekbeli környezetébe – például a nyelvezetet modernebbé tették – valamint kihagyták azokat a részeket, amelyeket lényegtelennek találtak. A regényben szereplő inzulinsokk-terápiát kegyetlensége miatt elektrosokk-kezelésre cserélték; ráadásul már a megjelenés idején is kegyetlennek számított. Paulo elmondta, hogy a filmet akár horrorfilmként vagy társadalmi drámaként is el lehetett volna készíteni, de végül pszichológiai thrillert kértek tőle, mivel ő maga is érdeklődik a műfaj iránt. A társproducer Ángel Blascóval együtt információkat gyűjtöttek Torcuatóról az író családjától, és több pszichiáterrel is találkoztak, hogy tanácsot és szakmai felügyeletet kapjanak a forgatókönyvhöz. Annak érdekében, hogy megértsék, milyen volt egy szanatórium az 1970-es években, archív fotókat és filmtári felvételeket használtak.
A főszerepeket Bárbara Lennie és Eduard Fernández alakítják. Lennie – akinek az édesanyja azon pszichiáterek egyike volt, akikkel a stáb konzultált – Alice Gouldot formálta meg. A karakter egy olyan nőt jelenít meg, aki azzal a kifogással kerül be egy elmegyógyintézetbe, hogy egy ott történt bűncselekmény ügyében nyomoz. Paulo elmondta, hogy amikor újraolvasta a regényt, Lenniet képzelte el Alice szerepében, mivel a színésznőben sok olyan tulajdonságot látott, ami a karakterre is jellemző – többek között intelligenciát és szellemi fürgeséget – és úgy érezte, ő az egyetlen alkalmas színésznő a szerepre. Lennie egy hét alatt elolvasta a regényt, és 2020 szeptemberében igent mondott a főszerepre. Paulo pedig azonnal Eduard Fernándezre gondolt, mint lehetséges partnerére. Fernández Samuel Alvart, a pszichiátriai intézet igazgatóját alakította, és pszichiáterekkel folytatott beszélgetésekkel készült a szerepre. Paulo a párost úgy jellemezte, mint „két erős egyéniséget, akikben sok az egoizmus, sok a karakter, és akik a könyv feszültségét a vászonra viszik.” A pályakezdő Samuel Soler játszotta a Rómulo és Remo ikerpárt, a megvalósításhoz pedig digitális effekteket alkalmaztak.
A stáb több régi filmet is megnézett, hogy inspirációt merítsen abból, miként forgattak akkoriban; a Shock Corridor (1963) például a esős jelenetekhez adott ötleteket. A 7 millió eurós költségvetésű forgatás kilenc hétig tartott, 2021 májusában kezdődött és augusztusban fejeződött be. A felvételek több helyszínen készültek Tarragona és Barcelona tartományában, többek között Terrassában, Bernat Bosch operatőri munkájával. A pszichiátriai kórház külső jeleneteit a tarragonai, 1923-ban épült Tabacalera-épületben forgatták, a belső jelenetekhez pedig egy egykori Mercedes autógyár barcelonai épületét használták. Antonio Valcárcel volt a jelmeztervező, aki munkáját „pályafutása egyik legkielégítőbb feladatának” nevezte. Olyan ruhákat kellett terveznie, amelyek egyszerre illenek Alice felsőosztálybeli világához, valamint az 1970-es évek pszichiátriai intézetének puritánságához – ez pedig jelentős kutatómunkát igényelt tőle és Paulótól a korabeli dokumentáció hiánya miatt. A zeneszerző Fernando Velázquez volt, a vágásért pedig Jaume Martí felelt.